# 黃愛恩
黃愛恩，香港鋼琴演奏家；因天生只得三根完整手指，故又有「三指鋼琴家」的稱號。現為香港中文大學音樂系兼任助理教授，並在香港演藝學院、香港恒生大學等專上學院教授世界音樂。

## 生平
黃愛恩的母親在懷孕時患上德國麻疹，令她僅得兩隻拇指和右手尾指能完整成長，她由初生6個月至13歲期間，需不斷接受外科矯形手術來矯造其餘7隻手指。自小已對鋼琴產生興趣，小時候的願望是康復後能習琴，並親自彈奏自己心愛《叮噹》及的主題曲。升上中學後，她已大抵完成手術，但不少鋼琴老師在知道她的情況後都拒絕收她作學生；後雖有老師願意教她，但礙於先天只有三隻手指，不能掌握太闊的音程，需要逕自修改琴譜，才能通過考試；至中學畢業時，她已通過六級的鋼琴考試。
中學畢業後，黃愛恩獲香港中文大學音樂系錄取，跟隨吳美樂學習鋼琴及葉綺娟學習聲樂。1998年大學畢業後，她考獲獎學金出國深造，在美國加州大學洛杉磯分校修讀民族音樂學，專研美國黑人音樂（African-American Music），2006年得到碩士及博士學位。在美國期間，她曾在洛杉磯一音樂機構擔任琴手，並隨團前往世界各地巡迴演出。
其後，黃愛恩回到香港發展，並開始在香港中文大學、香港演藝學院、香港恒生大學等教授世界音樂；她同時亦教導一些手指有缺陷的學生學習鋼琴。此外，她還先後接受不少本地及外國傳媒的訪問（包括無線電視的新聞節目《星期日檔案》），分享個人經歷。
2008年，黃愛恩獲邀為香港舉辦的殘奧會馬術比賽開幕禮演出，彈奏古典爵士樂，並為歌手陳慧琳伴奏奧運主題曲。

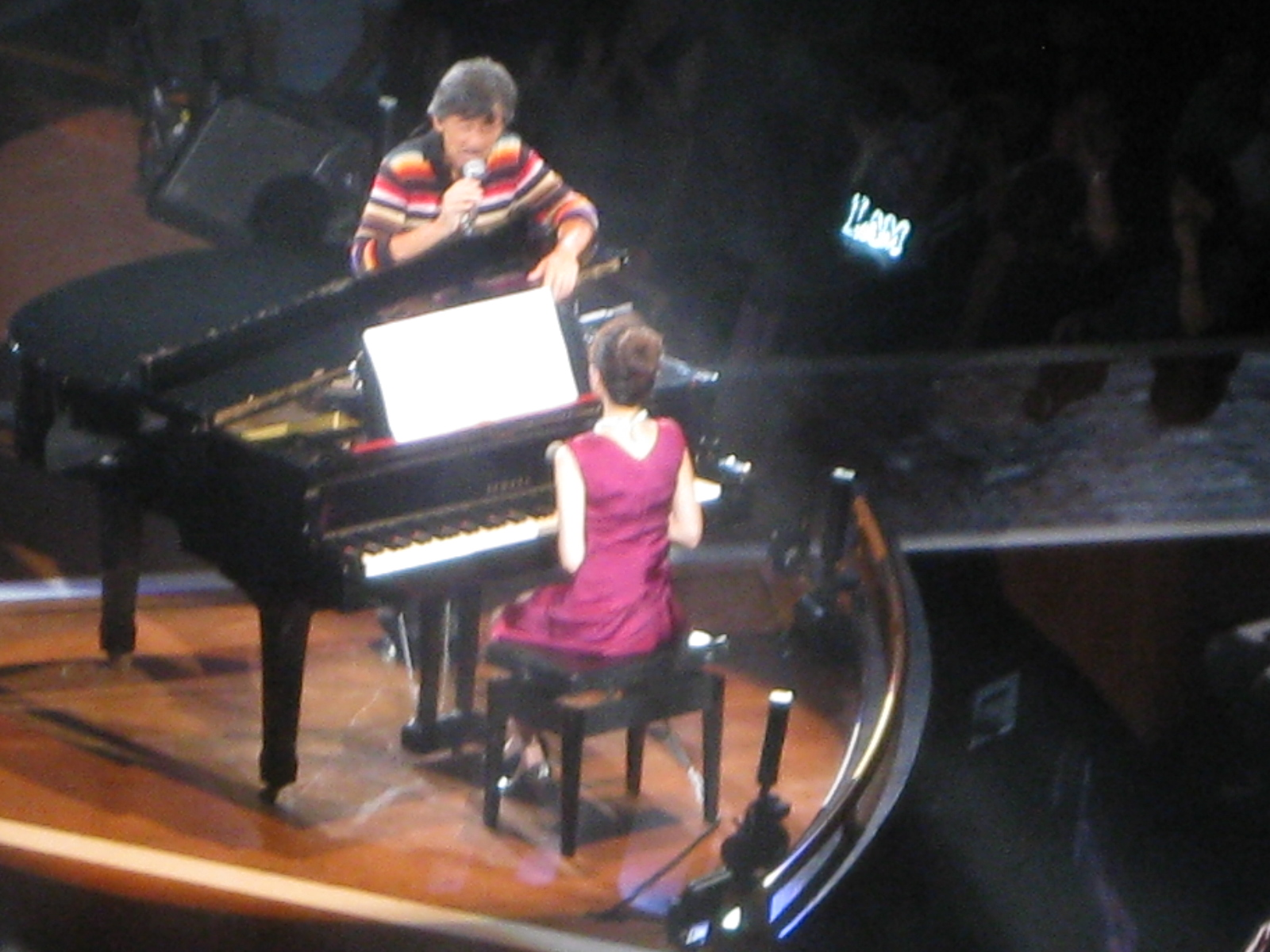
黃愛恩擔任林子祥演唱會的表演嘉賓（攝於2011年6月）

2010年10月，黃愛恩獲國際青年商會香港總會舉辦的「十大傑出青年選舉」選為十大傑出青年之一。

## 外部連結
- 個人網頁 （页面存档备份，存于）（繁體中文）